# Tri-joodnitride
Tri-joodnitride (NI3), ook wel stikstoftri-jodide genoemd, is een zeer instabiele anorganische verbinding die in droge toestand bij de geringste aanraking explosief ontleedt, waarbij stikstofgas en di-jood vrijkomen:
{\displaystyle {\ce {2NI3 -> N2 + 3I2}}}
De zuivere stof komt voor als donkerrode tot zwarte kristallen.

## Synthese
De stof kan worden bereid door di-jood te laten reageren met een sterk geconcentreerde oplossing van ammoniak. Deze reactie werd in 1813 ontdekt. Het mechanisme omvat meerdere stappen:
{\displaystyle {\ce {NH3 + H2O + I2 -> NH4I + HOI}}}
{\displaystyle {\ce {2NH3 + 3HOI -> NH3 . NI3 + 3H2O}}}
{\displaystyle {\ce {NH3 + 2HOI -> NHI2 + 2H2O}}}
{\displaystyle {\ce {NH3 + 3HOI -> NI3 + 3H2O}}}
Een alternatieve syntheseroute is de reactie van boornitride met joodmonofluoride bij −30 °C:
{\displaystyle {\ce {BN + 3IF -> NI3 + BF3}}}
Deze reactie werd ontdekt in 1990 en omvat een methode om het product zuiver als vaste stof te verkrijgen, omdat het ontstane boortrifluoride een gas is.

## Toxicologie en veiligheid
Tri-joodnitride is uiterst instabiel doordat drie grote joodatomen met het veel kleinere stikstofatoom zijn verbonden. De joodatomen bevinden zich bovendien in de onstabiele oxidatietoestand +I. Een kleine schok of korte verwarming is al genoeg om het explosief te doen ontleden, waarbij stikstofgas en een wolk van vast jodium ontstaan.
De stof kan door zijn onstabiliteit niet in zuivere toestand worden bewaard. De enige manier is de verbinding bewaren onder alcohol. Alcohol verdampt echter vrij snel, waardoor de stof zijn explosieve eigenschappen snel weer zal terugkrijgen. Het middel heeft daarom vrijwel geen enkele toepassing.